# عبد الله الستوكي
عبد الله الستوكي (1946 بمراكش-12 يوليو 2022) صحفي وكاتب وناشر مغربي. مؤسس جرائد حزبي التجمع الوطني للأحرار والاتحاد الدستوري، وأحد مؤسسي وكالة المغرب العربي للأنباء.

## مسيرته
ولد عبد الله الستوكي سنة 1946 بمراكش، توقّف عن الدراسة قبل الحصول على شهادة الباكلوريا، وذهب إلى موسكو لتلقي تكوين إيديولوجي وحزبي في اللجنة المركزية للحزب الشيوعي السوفيتي. كان منضما للحزب الشيوعي المغربي، لكنه استقلّ منه سنة 1967.
اشتغل متعاونا مع وكالة المغرب العربي للأنباء وعدة صحف، وأحدث سنة 1978 جريدة «المغرب» اليومية الناطقة باسم التجمع الوطني للأحرار، كما أسس دارا للنشر نشرت سنة 1981 أعمال الشاعر محمد خير الدين، وتخرج على يديه جيل كامل من الإعلاميين.
ترأس ولايتين متتاليتين لجمعية الصحافة الفرنكفونية، واشتغال بدواوين وزارية لكل من الوزير الأول أحمد عصمان ووزير الثقافة محمد علال سيناصر.